# Vinzenz Neuling

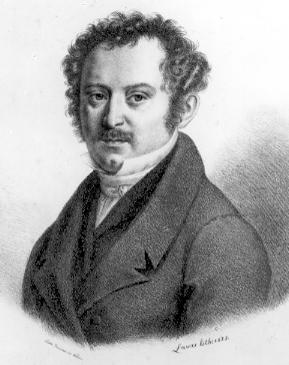
Vinzenz Neuling

Vinzenz Neuling (* 11. Oktober 1795 in Wien; † 4. Oktober 1846 Landstraße) war ein österreichischer Gastwirt und Bierbrauer. 

## Leben
Vinzenz Neuling war der Sohn des aus Neuwied am Rhein stammenden Juweliers Bruno Neuling (1755–1817), von dem er ein großes Vermögen erbte. Darunter befand sich das 1817 eröffnete Brauhaus an der heutigen Ungargasse 52–54. Trotz eines zunächst extravaganten Lebensstils kümmerte sich Neuling nach einigen Jahren doch um diese Gaststätte und ließ 1825 neue Restaurationsgebäude von Peter Gerl errichten. Der zugehörige Gastgarten fasste etwa 700–800 Personen (heute Neulinggasse 19, 21 und 23). Neulings Etablissement entwickelte sich zu einer der beliebtesten Biedermeiergaststätten, in der alle damaligen Größen der Unterhaltungsmusik aufspielten, darunter Joseph Lanner und Johann Strauss (Vater).
Neuling war Besitzer des Gundelhofes auf dem Wiener Bauernmarkt, wo er zwischen 1817 und 1822 Hauskonzerte veranstaltete, an denen der bekannte Violinist Joseph Mayseder mitwirkte. 1820 eröffnete er ein Haustheater, in dem seine Freundin Magdalena Gräfin Festetics als Sängerin auftrat. Nach der großen Überschwemmung 1830 unterstützte er zahlreiche Obdachlose als Wohltäter. Er war Armen-Bezirksdirektor und Mitglied des Äußeren Rats der Stadt Wien.
Vinzenz Neuling wurde auf dem inzwischen aufgelassenen Währinger Ortsfriedhof bestattet; sein originales Grab befindet sich noch im Gräberhain des heutigen Schubertparks.

## Ehrungen
- Ehrenmitglied der Akademie der bildenden Künste Wien
- Große goldene Salvatormedaille
- Benennung der Neulinggasse und der Neulingbrücke in Wien-Landstraße (1870er Jahre)